# Noctua atlantica
Noctua atlantica es una especie de polilla amarilla que pertenece a la familia Noctuidae. Esta polilla es endémica de las Azores .

## Taxonomía
Noctua atlantica fue descrita formalmente por primera vez en 1905 como Agrostis atlantica por el entomólogo inglés William Warren</templatestyles>Borges P; Pérez Santa-Rita J; Nunes R;  et al. (2018). </ref> a partir de tipos que habían sido recolectados en las Azores en 1903 por el ornitólogo escocés William Robert Ogilvie-Grant, quien recolectó una serie de 3 tipos de Terceira, Graciosa y São Jorge . En 1971 fue transferido al género Noctua por el lepidopterólogo austríaco Rudolf Pinker.

## Descripción
Noctua atlantica se puede identificar dentro del género Noctua por el patrón de sus alas, teniendo un ala trasera de color marrón ocre. También hay diferencias en los genitales masculinos.

## Distribución y hábitat
Noctua atlantica es endémica de las Azores, donde se encuentra en las islas de Corvo, Flores, Faial, Pico, Graciosa, São Jorge, Terceira y São Miguel . Se encuentra en las tierras altas, en altitudes superiores a los 600 m (2.000 pies) sobre el nivel del mar. Prefieren los bosques nativos, donde el árbol dominante es Juniperus brevifolia, particularmente donde estos bosques están asociados con claros de hierba. También se encuentran en caminos forestales soleados y claros de plantaciones de coníferas exóticas, donde se encontraron las densidades larvales más altas. El tipo de bosque no afecta, a no ser que sean demasiado densos y, por lo tanto, oscuros. Noctua atlantica depende de bordes de carreteras, plantaciones jóvenes en los bosques de coníferas alóctonas y talas rasas. Esta especie podría haberse asentado en los bosques de laurisilva.

## Biología
Las larvas de Noctua atlantica son polífagas y se alimentan de pastos nativos de varias especies. Los adultos se han registrado durante casi todo el año calendario, y los individuos se registran atraídos por las luces en los meses entre abril y noviembre. Hay dos generaciones por año en las poblaciones de altura. Las larvas más jóvenes son nocturnas y se esconden en la planta huésped durante el día, mientras que las larvas más viejas son menos estrictamente nocturnas.

## Conservación
Noctua atlantica ha sido evaluada como de Preocupación Menor por la UICN, pero su área de distribución puede haberse reducido debido a la deforestación en las áreas más bajas de las islas y la invasión de sus hábitats restantes por plantas exóticas invasoras puede reducir la calidad de su hábitat existente.